# 生物博物館 (斯德哥爾摩)

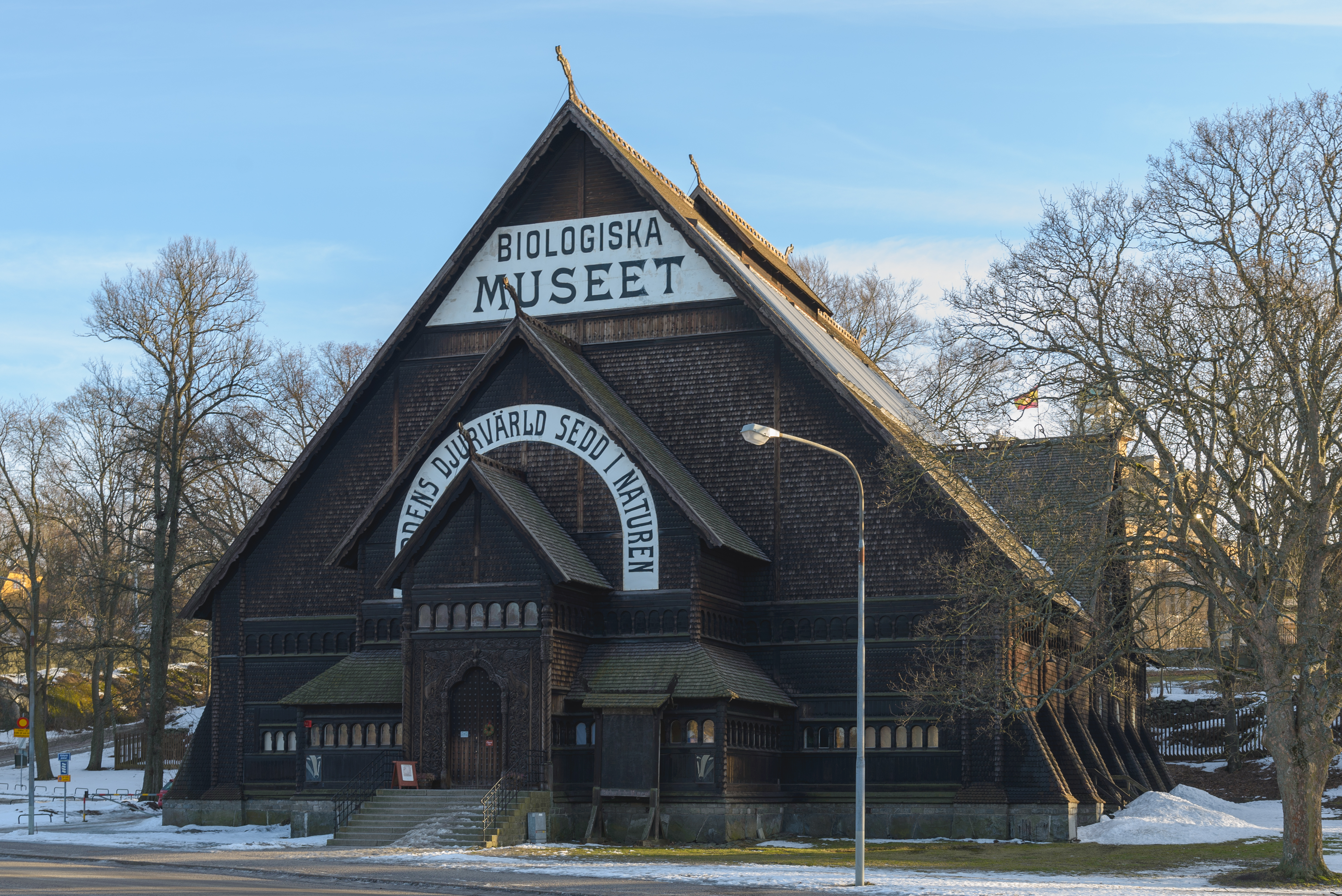

生物學博物館（Biologiska museet）是瑞典首都斯德哥爾摩的一座博物館，位於動物園島。這座博物館的建築設計者是Agi Lindegren，開業於1893年。

## 外部連結
- Official homepage (Swedish and English)

59°19′39″N 18°05′51″E / 59.32750°N 18.09750°E